# Regione del Volta
La Regione del Volta (ufficialmente Volta Region, in inglese) è la più orientale delle dieci regioni del Ghana. La capitale è Ho. Confina a nord con la Regione Settentrionale, a ovest con la Regione di Ashanti e la Regione Orientale, a est con il Togo e a sud con la Regione della Grande Accra e il Golfo di Guinea. Alla regione appartengono tutta la costa orientale del Lago Volta e il monte più alto del Ghana, l'Afadjoto.

## Distretti
La regione del Volta è suddivisa in 18 distretti:

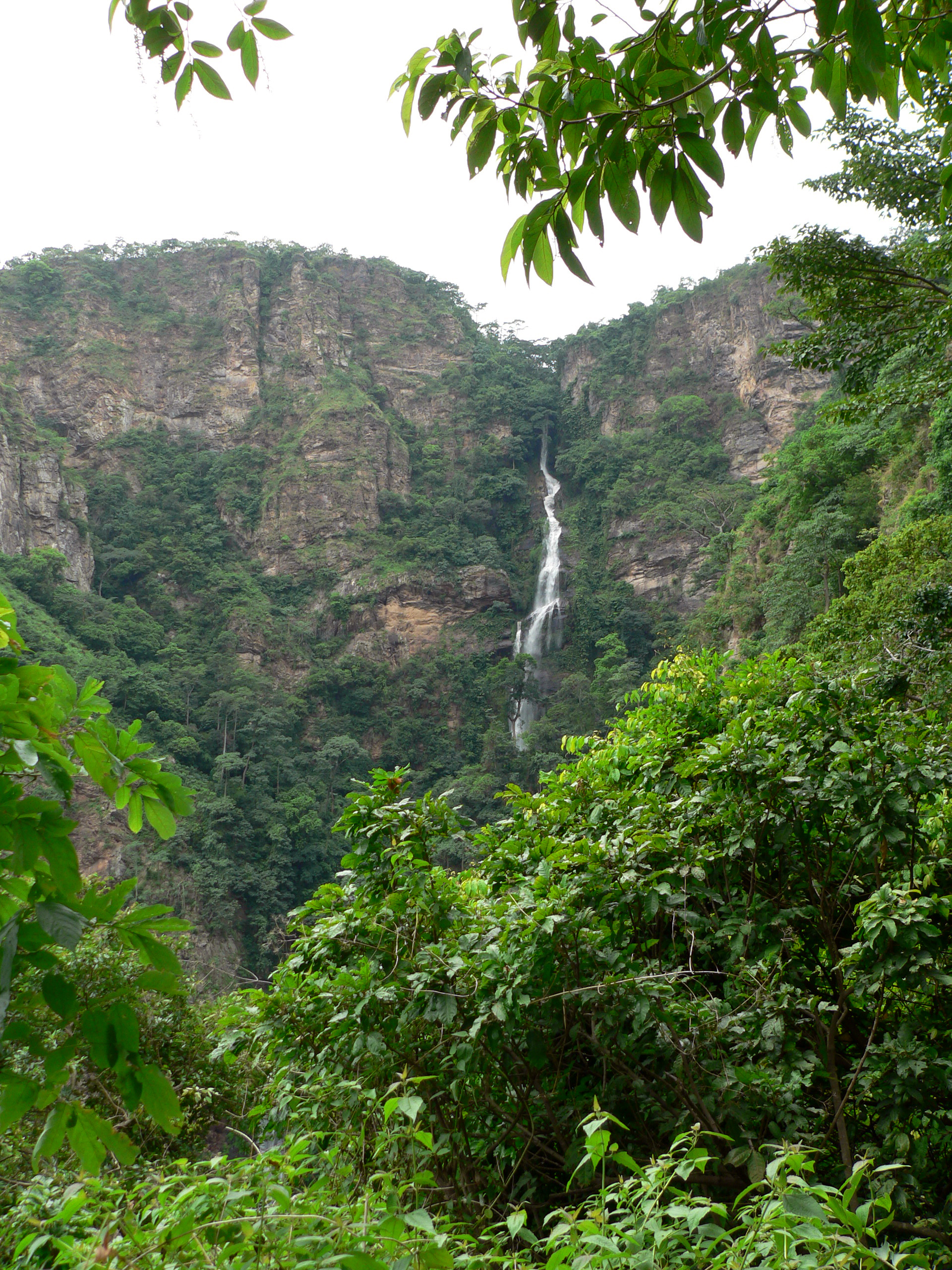
Cascata nella Regione del Volta

| Distretto                         | Capoluogo     | Tipo                 |
| --------------------------------- | ------------- | -------------------- |
| Distretto di Adaklu               | Adaklu Waya   | Distretto ordinario  |
| Distretto di Afadzato Sud         | Ve Golokwati  | Distretto ordinario  |
| Distretto di Agotime Ziope        | Kpetoe        | Distretto ordinario  |
| Distretto di Akatsi Nord          | Ave-Dakpa     | Distretto ordinario  |
| Distretto di Akatsi Sud           | Akatsi        | Distretto ordinario  |
| Distretto di Anloga               | Anloga        | Distretto ordinario  |
| Distretto di Central Tongu        | Adidome       | Distretto ordinario  |
| Distretto municipale di Ho        | Ho            | Distretto municipale |
| Distretto di Ho Ovest             | Dzolokpuita   | Distretto ordinario  |
| Distretto municipale di Hohoe     | Hohoe         | Distretto municipale |
| Distretto municipale di Keta      | Keta          | Distretto municipale |
| Distretto municipale di Ketu Nord | Dzodze        | Distretto municipale |
| Distretto municipale di Ketu Sud  | Denu          | Distretto municipale |
| Distretto municipale di Kpando    | Kpando        | Distretto municipale |
| Distretto di Dayi Nord            | Anfoega       | Distretto ordinario  |
| Distretto di Tongu Nord           | Battor Dugame | Distretto ordinario  |
| Distretto di Dayi Sud             | Kpeve         | Distretto ordinario  |
| Distretto di Tongu Sud            | Sogakope      | Distretto ordinario  |